# 영화 목록
다음은 영화 작품의 목록이다.

## 가나다순
한글 가나다순으로 나열된 영화의 목록이다. 알파벳순 목록의 경우에는 영어판 목록을 참고하라.
아래의 각 목록에서 TV판 영화는 제외하였으며, 극장에서 상영되지 않았거나 단독으로 상영되지 않은 단편 영화 역시 최대한 제외하였다.
| #   | ㄱ | ㄷ | ㄹ | ㅁ | ㅂ | ㅅ |
| ㅇ  | ㅈ | ㅊ | ㅋ | ㅌ | ㅍ | ㅎ |
| A~Z |    |    |    |    |    |    |

## 연도별
영화의 개봉 연도를 기준으로 한 목록이다.
| 2020년대 | 2020 | 2021 | 2022 | 2023 | 2024 | 2025 | 2026 | 2027 | 2028 | 2029 |
| 2010년대 | 2010 | 2011 | 2012 | 2013 | 2014 | 2015 | 2016 | 2017 | 2018 | 2019 |
| 2000년대 | 2000 | 2001 | 2002 | 2003 | 2004 | 2005 | 2006 | 2007 | 2008 | 2009 |
| 1990년대 | 1990 | 1991 | 1992 | 1993 | 1994 | 1995 | 1996 | 1997 | 1998 | 1999 |
| 1980년대 | 1980 | 1981 | 1982 | 1983 | 1984 | 1985 | 1986 | 1987 | 1988 | 1989 |
| 1970년대 | 1970 | 1971 | 1972 | 1973 | 1974 | 1975 | 1976 | 1977 | 1978 | 1979 |
| 1960년대 | 1960 | 1961 | 1962 | 1963 | 1964 | 1965 | 1966 | 1967 | 1968 | 1969 |
| 1950년대 | 1950 | 1951 | 1952 | 1953 | 1954 | 1955 | 1956 | 1957 | 1958 | 1959 |
| 1940년대 | 1940 | 1941 | 1942 | 1943 | 1944 | 1945 | 1946 | 1947 | 1948 | 1949 |
| 1930년대 | 1930 | 1931 | 1932 | 1933 | 1934 | 1935 | 1936 | 1937 | 1938 | 1939 |
| 1920년대 | 1920 | 1921 | 1922 | 1923 | 1924 | 1925 | 1926 | 1927 | 1928 | 1929 |
| 1910년대 | 1910 | 1911 | 1912 | 1913 | 1914 | 1915 | 1916 | 1917 | 1918 | 1919 |
| 1900년대 | 1900 | 1901 | 1902 | 1903 | 1904 | 1905 | 1906 | 1907 | 1908 | 1909 |
| 1890년대 | 1890 | 1891 | 1892 | 1893 | 1894 | 1895 | 1896 | 1897 | 1898 | 1899 |
| 1880년대 | 1880 | 1881 | 1882 | 1883 | 1884 | 1885 | 1886 | 1887 | 1888 | 1889 |
| 1870년대 | 1870 | 1871 | 1872 | 1873 | 1874 | 1875 | 1876 | 1877 | 1878 | 1879 |

## 장르별
- 액션 영화 목록
- 모험 영화 목록
- 애니메이션 영화 목록
- 종교 영화 목록
  - 기독교 영화 목록
- 코미디 영화 목록
- 범죄 영화 목록
- 재난 영화 목록
- 다큐멘터리 영화 목록
- 드라마 영화 목록
- 역사 영화 목록
- 판타지 영화 목록
- 공포 영화 목록
  - 좀비 영화 목록
- LGBT 영화 목록
- 뮤지컬 영화 목록
- 미스터리 영화 목록
- SF 영화 목록
- 스포츠 영화 목록
- 슈퍼히어로 영화 목록
- 십대 영화 목록
- 스릴러 영화 목록
- 전쟁 영화 목록
- 서부 영화 목록
- 장난감의 영화화 작품 목록

## 나라별

### 제작 국가별
- 미국 영화 목록
- 일본 영화 목록
- 한국의 영화 목록
  - 대한민국의 영화 목록
  - 조선민주주의인민공화국의 영화 목록
- 중국 영화 목록
  - 대만 영화 목록
  - 홍콩 영화 목록
- 프랑스 영화 목록
- 독일 영화 목록
- 이탈리아 영화 목록
- 스페인 영화 목록
- 인도 영화 목록

## 제작 회사 및 배급사별
- 싸이더스FNH의 배급 영화 목록
- 싸이더스FNH의 제작 영화 목록
- RKO 영화 목록
- 20세기 폭스 영화 목록
- 유니버설 픽처스 영화 목록
- 파라마운트 픽처스 영화 목록
- 메트로 글드윈 메이어 영화 목록
- 워너 브로스 영화 목록

## 매체별
- 리메이크 영화 목록
- 실화를 바탕으로 한 영화 목록
- 만화의 영화화 작품 목록
  - 마블 코믹스 원작의 영화 작품 목록
  - DC 코믹스 원작의 영화 작품 목록
- 컴퓨터·비디오 게임의 영화화 작품 목록

## 기술별
- 3D 영화 목록
- 4DX 영화 목록
- 아이맥스 영화 목록

## 소재별
- 시대 배경순 영화 목록
- 흡혈귀 영화 목록
- 컴퓨터 영화 목록
- 요리 영화 목록
- 디스토피아 영화 목록
- 코믹스 원작 영화 목록
- 기독교 영화 목록

## 예산별
- 저예산 영화 목록
- 고예산 영화 목록

## 기타
- 단편 영화 목록
- 상영 시간순 영화 목록

## 같이 보기
- 만화 목록